# Vampirsko število
| n  | Število vampirskih števil dolžine n |
| -- | ----------------------------------- |
| 4  | 7                                   |
| 6  | 148                                 |
| 8  | 3228                                |
| 10 | 108454                              |
| 12 | 4390670                             |
| 14 | 208423682                           |

Vampirsko število (ali pravo vampirsko število) je v matematiki sestavljeno naravno število v s sodim številom
števk n, ki ga lahko razcepimo na dve celi števili x in y, vsako z n/2 števkami in brez vodilnih ničel, in, ki vsebuje vse števke obeh števil v poljubnem vrstnem redu. x in y se imenujeta čekana.
1260 je na primer vampirsko število, s čekanoma 21 in 60, saj je 21 · 60 = 1260. Število 126000, ki ga lahko zapišemo kot produkt na 210 · 600, ni vampirsko število, saj imata 210 in 600 vodeči ničli.
Vampirska števila so se prvič pojavila leta 1994 v objavi Clifforda Pickovra skupine sci.math na omrežju Usenet in v članku, ki ga je kasneje objavil v poglavju 30 v svoji knjigi Ključi do neskončnosti (Keys to Infinity).
Prva vampirska števila so (OEIS A014575):
1260, 1395, 1435, 1530, 1827, 2187, 6880, 102510, 104260, 105210, 105264, 105750, 108135, 110758, 115672, 116725, 117067, 118440, 120600, 123354, 124483, 125248, 125433, 125460, 125500, ...
Obstaja mnogo znanih zaporedij z neskončno mnogo vampirskimi števili, ki sledijo vzorcu. Na primer:
1530 = 30 · 51, 150300 = 300 · 501, 15003000 = 3000 · 5001, ...